# Marcel Buysse

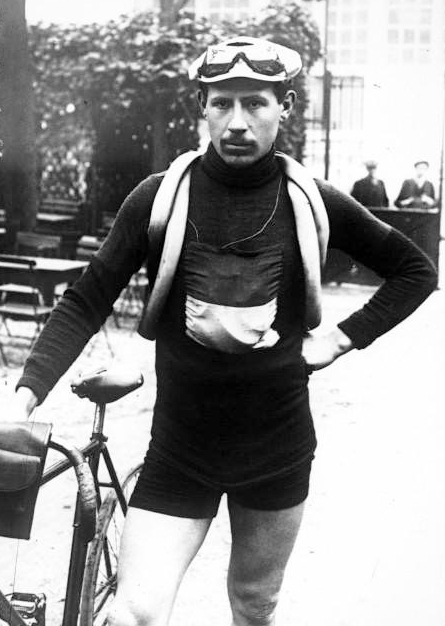
Marcel Buysse während der Tour de France 1913

Marcel Buysse (* 11. November 1889 in Wontergem; † 3. Oktober 1939 in Gent) war ein belgischer Radrennfahrer.
Bei der Tour de France 1912 belegte Marcel Buysse den vierten Platz in der Gesamtwertung. 1913 wurde Buysse Dritter bei der Tour. Nachdem er zwei Tage lang in Führung gelegen hatte, warf ihn ein Defekt am Lenker auf der achten Etappe in der Gesamtwertung zurück. Insgesamt gewann er bei dieser Tour zwar sechs Etappen, hatte jedoch auf den Ersten, seinen Landsmann Philippe Thys, einen Rückstand von dreieinhalb Stunden.
1914 gewann Buysse die Flandern-Rundfahrt. 1919 belegte er Rang drei in der Gesamtwertung des Giro d’Italia und war damit erster Ausländer auf dem Podium in Italien. Anschließend startete Buysse bei 30 Sechstagerennen, von denen er drei gewann: 1920 in Brüssel mit Alfons Spiessens, 1922 in Gent mit Oscar Egg und 1924 in New York mit Maurice Brocco.
Marcel Buysse entstammt einer Familie von Radrennfahrern. Er war der älteste von vier erfolgreichen Brüdern, deshalb sein Beiname „de Grote“. Sein Bruder Lucien gewann die Tour de France 1926, Bruder Jules wurde bei derselben Austragung Neunter. Auch sein gleichnamiger Neffe sowie seine Söhne waren Radrennfahrer. Er ist nicht verwandt mit dem späteren belgischen Straßenmeister Achiel Buysse.